# يوفنتوس
نادي يوفنتوس لكرة القدم (بالإيطالية: Juventus Football Club S.p.A)، وغالبًا ما يعرف باسم يوفنتوس أو جوفنتوس في العالم العربي، هو نادي كرة قدم إيطالي يقع في مدينة تورينو في إيطاليا. تأسس في 1 نوفمبر 1897. يلعب في الدوري الإيطالي الدرجة الأولى منذ انطلاقته، ولم يهبط سوى في موسم 2006–07 بعد حادثة الكالتشيوبولي.
انضم النادي إلى بطولة كرة القدم الإيطالية في عام 1900. في تلك الفترة كان الفريق يلبس أطقماً باللونين الزهري والأسود. أول بطولة دوري فاز بها اليوفنتوس كانت عام 1905 أثناء لعبه على ملعب فيلودرومو أومبيرتو الأول. في ذلك الوقت كانت قد تغيرت ألوان النادي إلى الخطوط البيضاء والسوداء في عام 1903، كقمصان نادي نوتس كاونتي الإنجليزي. في عام 1906 حدث انشقاق بالنادي، لأن بعض أعضاء النادي أرادوا نقل يوفنتوس خارج تورينو. كان الرئيس ألفريدو ديك غاضباً وذهب ومعه بعض اللاعبين البارزين وأسس نادي تورينو؛ الشيء الذي أوجد ديربي تورينو.
يوفنتوس أكثر أندية إيطاليا نجاحاً في البطولات المحلية، وهو أحد أنجح الأندية في العالم. فقد فاز يوفنتوس بـ 70 بطولة، منها 59 لقباً محلياً (رقم قياسي)، و 11 لقباً قارياً، ما يجعله سادس فريق في أوروبا والحادي عشرة في العالم. حيث فاز في كل مسابقات الاتحاد الأوروبي لكرة القدم (دوري أبطال أوروبا في 1985، وكأس الاتحاد الأوروبي للأندية أبطال الكؤوس في 1984، وكأس الاتحاد الأوروبي في 1977.)، وهو أول فريق في تاريخ كرة القدم الأوروبية قام بهذا الإنجاز. ولهذا كرَّمَ الاتحاد الأوروبي لكرة القدم نادي يوفنتوس بهذا الإنجاز عندما منحه شهادة تكريم في 12 يوليو 1988، تعرف باسم لوح اليويفا التذكاري (بالإنجليزية: The UEFA Plaque)، يذكر أن نادي يوفنتوس استطاع أيضاً الفوز بباقي بطولات الاتحاد الأوروبي لكرة القدم وهي (كأس إنتركونتيننتال في 1985، وكأس إنترتوتو في 1999، وكأس السوبر الأوروبي في 1984). في عام 1985 أصبح يوفنتوس أول نادي في التاريخ (وما زال النادي الوحيد) الذي فاز بكل المسابقات الدولية الرسمية. وهو أحد مؤسسي رابطة الأندية الأوروبية ورابطة جي-14.

## التاريخ

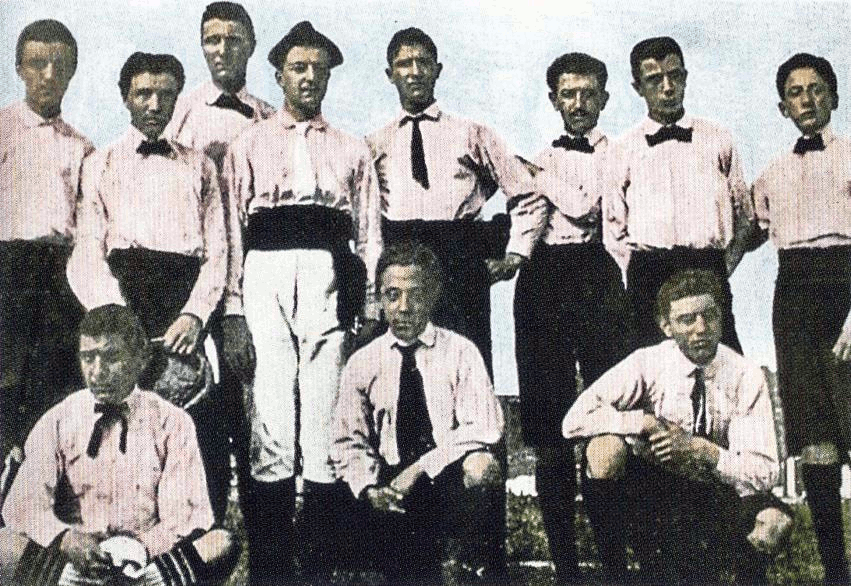
صورة يوفنتوس التاريخية الأولى، 1898

تأسس يوفنتوس باسم نادي يوفنتوس الرياضي في الأول من نوفمبر عام 1897 على يد تلاميذ من مدرسة ماسيمو دي أزيليو في تورينو، لكن اعيد تسميته باسم نادي يوفنتوس لكرة القدم بعد عامين من التأسيس. انضم النادي إلى بطولة كرة القدم الإيطالية في عام 1900. في تلك الفترة كان الفريق يلبس اطقم باللون الزهري والأسود. أول بطولة دوري فاز بها اليوفنتوس كانت عام 1905 أثناء لعبه على ملعب فيلودرومو أومبيرتو الأول. في ذلك الوقت كانت قد تغيرت ألوان النادي إلى الخطوط البيضاء والسوداء في عام 1903، كقمصان نادي نوتس كاونتي الإنجليزي. في عام 1906 حدث انشقاق بالنادي، لأن بعض أعضاء النادي أرادوا نقل يوفنتوس خارج تورينو. كان الرئيس ألفريدو ديك غاضبا وذهب ومعه بعض اللاعبين البارزين وأسس نادي تورينو الشيء الذي أوجد ديربي ديللا مولي أو ديربي تورينو. أمضى يوفنتوس معظم تلك الفترة بإعادة البناء بعد الانشقاق، ونجا من الحرب العالمية الأولى.

### الهيمنة على الدوري
في عام 1923 ترأس إدواردو أنيللي مالك شركة السيارات فيات نادي يوفنتوس، وبنى ملعبا جديدا. الشيء الذي ساعد الفريق ليحرز ثاني بطولة له في الدوري المحلي في موسم 1925–26 بعد هزيمة نادي البا روما بنتيجة نهائية 12-1. الثلاثينيات كانت أكثر إثارة إذ أحرز الفريق خمسة بطولات دوري متتالية من موسم 1930 وحتى موسم 1935, معظمها كان تحت قيادة المدرب كارلو كاركانو مع لاعبين نجوم أمثال رايموندو اورسي، لويس مونتي والحارس جيانبييرو كومبي والعديد من اللاعبين.انتقل يوفنتوس إلى ملعب الكومونالي، ولكن معظم فترة الثلاثينات والأربعينات لم يكن صالحا للعب.

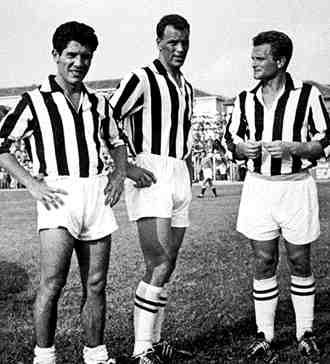
سيفوري ,تشارلز وبونيبيرتي

 بعد الحرب العالمية الثانية، أصبح جياني أنييلي رئيسا فخريا لليوفنتوس، وأضاف الفريق بطولتي دوري موسمي 1949-1950 و 1951-1952، تحت قيادة الإنجليزي جيسي كارفير. في موسم 1957-1958 انضم مهاجمين للفريق الويلزي جون تشارلز والإيطالي الإرجنتيني عمر سيفوري ليلعبا بجانب جيامبييرو بونيبيرتي وفي ذلك الموسم شهد حصول يوفنتوس على نجمته الذهبية الأولى تظهر على لباس النادي بعد أن أصبح أول نادي في إيطاليا يحرز عشرة ألقاب للدوري.
في نفس الموسم أصبح عمر سيفوري أول لاعب في تاريخ النادي يحرز جائرة الكرة الذهبية. في الموسم التالي هزموا نادي فيورنتينا ليكملوا أول ثنائية للفريق الدوري الإيطالي وكأس إيطاليا. بونيبيرتي اعتزل في عام 1961 بعد تصدره قائمة هدافي يوفنتوس في كل المسابقات، الرقم الذي ظل صامدا" لمدة 45 عام. في باقي عقد الستينات فاز يوفنتوس بالدوري مرة واحدة في عام 1966-1967، ومع ذلك رسخ اليوفنتوس مكانة قوية في الكرة الإيطالية في السبعينات. وفازوا بلقب الدوري في 1971-1972 و1972-1973، بلاعبين أمثال روبيرتو بيتيغا، فرانكو كاوزيو وجوزيه ألتافيني. في الفترة المتبقية من السبعينات فاز اليوفنتوس بلقبي دوري، مع المدافع غايتانو شيريا المساهم بشكل كبير. الانتصارات بعدها كانت تحت قيادة جيوفاني تراباتوني، الذي ساعد النادي على استمرار الهيمنة في أوائل الثمانينات.

### المرحلة الأوروبية
كانت حقبة تراباتوني ناجحة جدا" في الثمانينات، بدأها اليوفنتوس بشكل جيد، فاز بثلاثة ألقاب دوري. وفي عام 1984 كان قد أحرز اللقب رقم 20 في الدوري وأضاف النجمة الثاني على القميص، وأصبح النادي الوحيد الذي يحرزها. في تلك الفترة اللاعب الذي لفت النظر هو باولو روسي الذي أحرز جائزة الكرة الذهبية بعد قيادته إيطاليا للفوز بـبطولة كأس العالم لكرة القدم 1982 وإحرازه لجائزة أفضل لاعب في البطولة.الفرنسي ميشيل بلاتيني كان قد أحرز جائزة الكرة الذهبية ثلاث أعوام متتالية: 1983, 1984 و 1985، كرقم قياسي. وأصبح يوفنتوس النادي الوحيد الذي يحرز لاعبيه الكرة الذهبية أربعة أعوام متتالية.
بلاتيني كان هو من أحرز هدف الفوز ضد ليفربول في نهائي دوري أبطال أوروبا 1985، الذي عكرته المأساة التي غيرت الكرة الأوروبية. كارثة ملعب هيسل، حيث قتل 39 شخصا (معظمهم من مشجعي يوفنتوس) عندما انهار جدار الملعب، وقد سميت الحادثة، "أحلك ساعة في تاريخ مسابقات الويفا"، وأسفرت عن حظر جميع الأندية الإنجليزية من المنافسة الأوروبية، باستثناء إحراز بطولة الدوري الإيطالي في موسم 1985-1986، لم تكن باقي فترة الثمانينات ناجحة جدا". إضافة إلى فوز نابولي مع دييغو مارادونا، وناديي ميلانو إيه سي ميلان وإنتر ميلان ببطولة الدوري الإيطالي.و في عام 1990، انتقل اليوفنتوس إلى ملعبه الجديد ديلي ألبي، الذي بني من أجل استضافة بطولة كأس العالم لكرة القدم 1990.

### حقبة النجاح مع ليبي

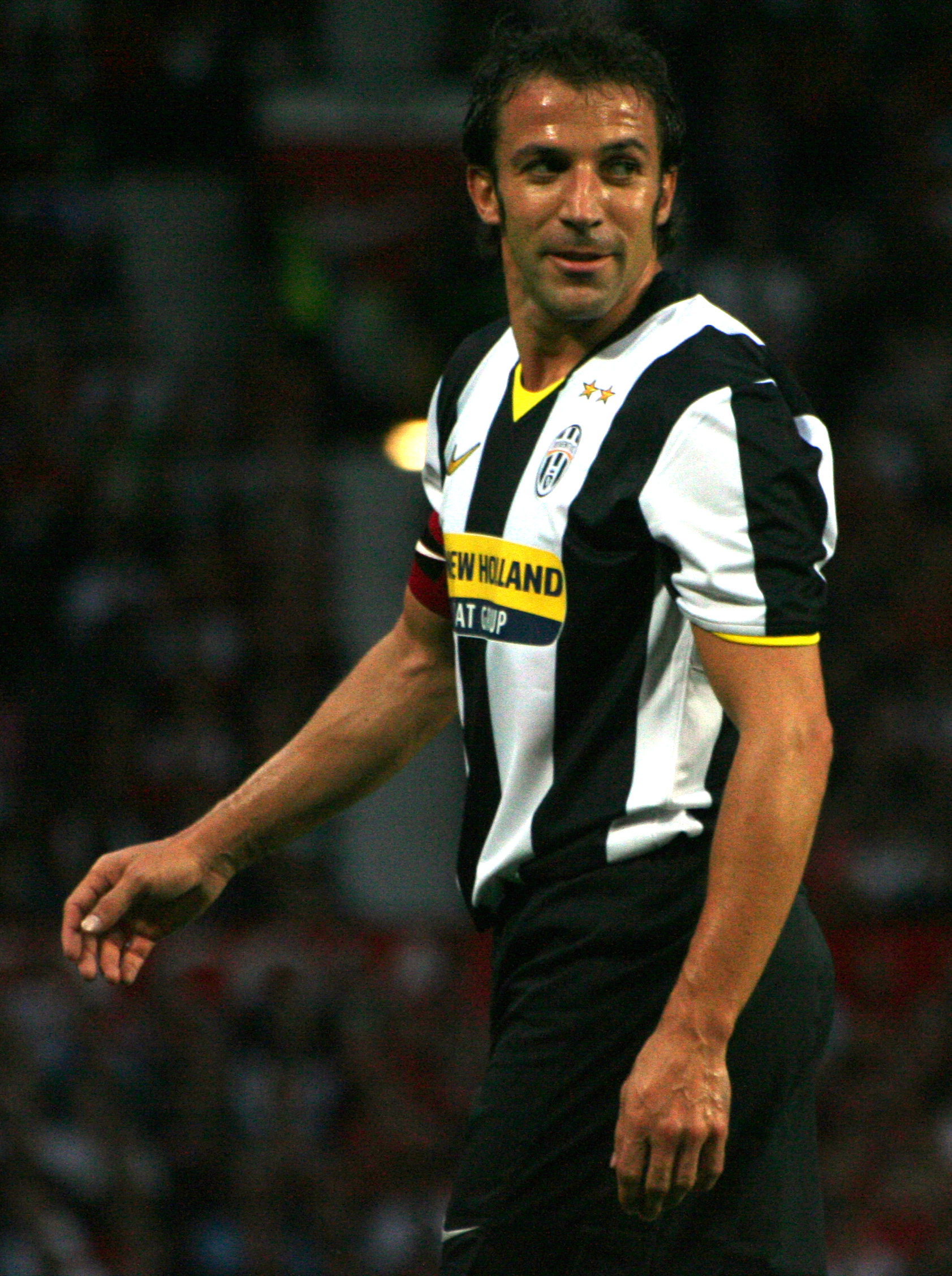
هداف اليوفنتوس على مدى تاريخه, ألساندرو دل بييرو في موسم 2007-2008

استلم مارتشيلو ليبي مهمة تدريب يوفنتوس ابتداءً من موسم 1994-1995.
موسمه الأول كان ناجحا، لأنه قاد الفريق لإحراز لقب الدوري الإيطالي بعد غياب استمر من منتصف الثمانينات.
بمجموعة من اللاعبين كانت مكونة من تشيرو فيرارا، روبيرتو باجيو، جانلوكا فيالي والصاعد ألساندرو دل بييرو. ليبي قاد اليوفنتوس لتحقيق بطولة دوري أبطال أوروبا في الموسم التالي، بعد تغلبه على أياكس أمستردام بضربات الجزاء بعد انتهاء المباراة بنتيجة 1-1 احرز فيها فابريزيو رافانيللي هدف يوفنتوس الوحيد. لم يستريح اليوفنتوس بعد إحراز دوري أبطال أوروبا، بعد إضافة لاعبين هم زين الدين زيدان، فيليبو إنزاغي وإدغار ديفيدز. فحقق الدوري في موسمي 1996-1997، 1997-1998، وحقق كأس السوبر الأوروبي1996  وكأس الإنتركونتيننتال1996.
وصل يوفنتوس إلى نهائي دوري الأبطال في موسمي 1997 و1998، لكنه خسر من بروسيا دورتموند وريال مدريد على التوالي. بعد غياب لعدة مواسم عاد ليبي، وتم التوقيع من لاعبين كبار مثل جانلويجي بوفون، ديفيد تريزيغيه، بافيل نيدفيد وليليان تورام، ساعدوا الفريق بإحراز لقبي دوري إضافيين في موسمي 2001-2002، 2002-2003، ووصل اليوفنتوس أيضا إلى نهائي 2003 لكنه خسره ضد إيه سي ميلان بضربات الجزاء بعد التعادل 0-0. في العام التالي تم تعيين ليبي مدربا لـالمنتخب الإيطالي، منهيا واحدة من أفضل وأجمل الفترات التدريبية في تاريخ يوفنتوس.

### 2004 - 2014
في عام 2004 أصبح فابيو كابيلو مدربا للفريق، وقاده لإحراز لقبي دوري. لكن في مايو عام 2006، ارتبط اسم يوفنتوس مع خمسة أندية أخرى فضيحة الدوري الإيطالي 2006، الشيء الذي تسبب بإنزال الفريق إلى الدرجة الثانية لأول مرة في تاريخه. وتم سحب بطولتي الدوري التي فاز بهما يوفنتوس تحت قيادة كابيلو في 2005 و 2006. غادر العديد من اللاعبين المؤثرين الفريق بعد إنزاله، ومنهم ليليان تورام، زلاتان إبراهيموفتش وفابيو كانافارو. ولكن أسماء كبيرة بقت في الفريق أمثال جانلويجي بوفون، ألساندرو دل بييرو وبافيل نيدفيد ليساعدوا يوفنتوس على العودة للدرجة الأولى، كما تم تصعيد بعض لاعبي فريق الشباب إلى الفريق الأول أمثال كلاوديو ماركيزيو وسيباستيان جيوفينكو. عاد يوفنتوس إلى الدرجة الأولى بعد فوزه ببطولة الدرجة الثانية موسم 2006-2007 وتصدر القائد دل بييرو قائمة هدافي البطول بإحرازه 21 هدف. بعد العودة في موسم 2007-2008 استلم مهام تدريب الفريق المدرب السابق لنادي تشيلسي كلاوديو رانييري لمدة موسمين حتى عاد إلى الدرجة الأولى.
أنهى يوفنتوس الموسم الأول بعد العودة بالمركز الثالث وتأهل للدور الثالث من تصفيات دوري أبطال أوروبا لموسم 2008-2009.تأهل الفريق لدور المجموعات وأدى بشكل جيد، فهزم ريال مدريد في مباراتي الذهاب والإياب، لكنه خرج من دور 16 أمام نادي تشيلسي. في الموسم التالي تم إقالة رانييري بعد سلسلة من النتائج السلبية وتم استبداله بـ تشيرو فيرارا قبل نهاية الموسم بجولتين. فيرارا تم تعيينه بشكل ثابت في موسم 2009-2010. فترة قيادة فيرارا ليوفنتوس لم تكن ناجحة، فخرج الفريق من منافسات دوري أبطال أوروبا وكأس إيطاليا، وكان الفريق في المركز السادس بحلول يناير 2010، فتمت إقالة فيرارا واستبداله ألبيرتو زاكيروني. زاكيروني لم يساعد الفريق بالتحسن فأنهى الموسم بالمركز السابع.
في بداية موسم 2010-2011 استلم أندريا أنييلي رئاسة النادي خلفا لـ جان كلود بلان. أول خطوة لأنييلي كانت تعيين مدرب نادي سامبدوريا السابق لويجي ديلنيريالذي فشل في إعادة النادي وانهى الموسم في المركز السابع أيضاً دون التأهل للبطولة الأوروبية. بعدها تم اختيار أنطونيو كونتي ليكون على رأس الفريق والذي استطاع باعادة الأمجاد إلى فريق السيدة العجوز وانهاء موسم رائع دون أي خسارة معلنا عن بدء حقبة جديدة من السيطرة بعد فوزه باللقب 2011-2012 كاسرا رقما قياسيا جديدا بفوزة باللقب دون أي خسارة.
في موسم 2011-2012 أصبح لاعب وسط اليوفنتوس السابق أنتونيو كونتي مدرباً للفريق وقاده إلى إنجاز قياسي بتحقيق لقب الدوري للمرة 28 في تاريخه (30 بحسب ما تراه إدارة وجماهير اليوفنتوس) وذلك من دون أي خسارة خلال 38 مباراة بالإضافة إلى وصوله لنهائي الكأس الإيطالية بدون خسائر أيضاً أمام نابولي في روما في 20 مايو 2012.
وكان ذلك الإنجاز قد تم بمساهمة كبيرة لمتوسط خط الميدان أندريا بيرلو لاعب نادي ميلان السابق والذي انتقل بصفقة مجانية صيف 2011 بالإضافة إلى التشيلي أرتورو فيدال والمونتغري ميركو فوجينيتش لاعب روما السابق.
انتهى موسم 2011-2012 بتمديد عقد أنتونيو كونتي إلى عام 2016 وانتهاء عقد أسطورة اليوفنتوس أليساندرو ديل بييرو في صيف 2012 الذي حظي بوادع مهيب في مباراة الفريق على ملعبه الجديد أمام أتالانتا في مباراة التتويج الختامية في الدوري حيث سجل الهدف الثاني في المباراة التي انتهت 3-1 والتي شهدت تسجيل لاعب الوسط الشاب لوكا ماروني هدفاً في الشوط الأول ولاعب الدفاع أندريا بارزالي لهدف من ركلة جزاء قبل نهاية المباراة ليصبح الفريق بكامله قد سجل (باستثناء حراس الفريق).
وفي موسم 2012 -2013 حافظ اليوفي على لقبه بطلا للدوري الإيطالي بعد إنهائه للبطولة على رأس الجدول متقدما بـ 9 نقاط عن أقرب ملاحقيه نادي نابولي وقد سجل الفريق 71 هدف وتلقى 24 هدف كأقوى خط دفاع وثاني أقوى خط هجوم مسجلا 27 حالة فوز و6 تعادلات و5 هزائم منها خسارتان أم سامبدوريا ذهابا وإيابا بعد تألق اللعب الأرجنتيني الشاب ماورو إيكاردي الذي سجل ثلاث أهداف ما بين المبارتين ليحقق لقبه الـ29 رسميا والـ31 عند الجماهير التي احتفلت بحمل الرقم 31 نهاية الموسم.
وفي موسم 2013 -2014 حافظ اليوفي على لقبه بطلا للدوري الإيطالي للمرة الثالة على التوالي بعد إنهائه للبطولة على رأس الجدول متقدما بـ 17 نقطة عن منافسه روما وقد احرز الفريق 80 هدف كأقوى خط هجوم وتلقى 23 هدف كأقوى خط دفاع وحطم الرقم القياسي لريال مدريد في عدد النقاط، حيث وصل اليوفنتوس 102 نقطة فالدوري اما ريـال مدريد ب 100 نقطة ويعتبر ثاني اعلى فريق حقق نفاط في أوروبا بعد سيلتيك 103 والأول على العالم في الدوريات التي تتكون من 20 فريق. وفي نفس هذا الموسم فاز اليوفنتوس في 33 مباراة وتعادل في 3 وخسر في 2 وهم ضد فيورنتينا في الذهاب بعد تقدم اليوفي 2-0 في الشوط الأول ولكن رجع فيورنتينا في اخر ثلث ساعة من المباراة بعد هاتريك جوسيبي روسي وهدف سانشيز خواكين 4-2 والهزيمة الثانية اتت من نابولي بعد هدفي خوزيه كالييخون ودرايس مرتينيز أيضا في الذهاب وبهذا اليوفنتوس لم يخسر في ملعبه ولا مباراة وهذا يحسب إلى انطونيو كونتي الذي ارجع الفريق إلى البطولات وحطم الأرقام القياسية. ليحقق لقبه الـــ 30 رسميا وتحقيق النجمة الثالثة و الـ32 عند الجماهير ولاعبين اليوفنتوس الذين احتفلو بحمل قميص عليه رقم 32 نهاية هذا الموسم الذي شهد رحيل المدرب أنتونيو كونتي عن الفريق واستلامه تدريب المنتخب الإيطالي.

### 2014 - وحتى الآن
مع بداية موسم 2014 -2015 وبعد رحيل المدرب أنتونيو كونتي تعاقد الفريق مع المدرب ماسيميليانو أليغري مدرب نادي إيه سي ميلان السابق، وفي أول موسم له مع الفريق تمكن من الفوز بلقب الدوري للمرة الرابعة على التوالي، كما تمكن من تحقيق لقب كأس إيطاليا للمرة العاشرة في تاريخ النادي، كما وصل مع الفريق إلى نهائي دوري الأبطال قبل خسارته أمام نادي برشلونة الإسباني بنتيجة 3-1.وفي موسم 2015/2016 نجح يوفنتوس في إحتلال صدارة الدوري الإيطالي برصيد 91 نقطة من تحقيق الفوز في 29 مباراة والتعادل في 4 مواجهات وقد تعرض الفريق للهزيمة في 5 مباريات وسجل الفريق 75 هدفاً واهتزت شباكه ب20 هدفاً. توج يوفنتوس بلقب الكالتشيو  في موسم 2016/2017 وذلك بعد حصده 91 نقطة من تحقيق الفوز في 29 لقاء والتعادل في 4 مواجهات وتعرض الفريق للهزيمة في 5 مباريات، مسجلاً 77 هدفاً واهتزت شباكه ب27 هدفاً. في 10 يوليو 2018 أعلن نادي يوفنتوس التعاقد بشكل رسمي مع البرتغالي كرستيانو رونالدو نجم ريال مدريد، بعد موافقة الناديين على قيمة الانتقال النهائية. في 16 يونيو 2019 أعلن يوفنتوس تعيين ماوريتسيو ساري مدربا له بعد رحيل الأخير عن نادي تشلسي الإنكليزي الذي قاده للقب الدوري الأوروبي الموسم المنصرم. في 17 يوينو 2020 توج فريق نابولي بطلا لمسابقة كأس إيطاليا لكرة القدم بفوزه على يوفنتوس بركلات الترجيح 4-2، وذلك بعد تعادلهما صفر-صفر في الوقت الأصلي من المباراة النهائية على الملعب الأولمبي في روما خلف أبواب موصدة. في 27 يوليو2020 توج يوفنتوس بلقب الدوري الإيطالي لكرة القدم لموسم 2019/2020 وهو اللقب التاسع على التوالي واللقب رقم 36 في تاريخه بعد الانتصار على سامبدوريا 2/0 بهدفي كريستيانو رونالدو وفيديريكو بيرنارديسكي.

## الألوان، الشعار والأسماء
يلعب يوفنتوس بالقمصان المخططة بالأبيض والأسود، والسراويل البيضاء. وأحيانًا السوداء منذ عام 1903. بالأصل كانوا يلعبوا بالقمصان الزهرية وربطات العنق السوداء، لكن بسبب إرسال قمصان خاطئة تم تغييرها. والد أحد اللاعبين هو من صنع القمصان الأولى، لكن مع الغسيل المتكرر أصبحت ألوانها باهتة وفي عام 1903 قرر النادي تغييرها. طلب يوفنتوس من أحد أعضاء الفريق وهو الإنجليزي جون سافاج، بأن يتواصل مع أحد معارفه في إنكلترا يستطيع أن يرسل قمصان جديدة بألوان ثابتة. فأرسل لأحد اصدقائه في نوتينجهام، الذي كان أحد مشجعي نادي نوتس كاونتي، فأرسل له القمصان البيضاء والسوداء إلى تورينو.يوفنتوس لبس القمصان منذ ذلك الوقت، وتم التركيز على الألوان لتكون شرسة وقوية.
مر شعار نادي يوفنتوس الرسمي بتغييرات وتعديلات بسيطة منذ عشرينات القرن الماضي. في 17 يناير 2017 كشف نادي يوفنتوس الإيطالي عن الشعار الجديد في حفل أقيم في مدينة تورينو، بحضور رئيس النادي اندريا انييلي الذي قام شخصيا بتقديمه لوسائل الاعلام. وأضاف أنييلي أن الشعار الجديد باللونين الأبيض والأسود ويحمل حرف J وهو يمثل طريقة عيش النادي ويكون الشعار قابلاً للاستخدام الرقمي، سواء في مواقع الإنترنت أو التطبيقات أو شبكات التواصل الاجتماعي، كما أنه تم تصميم هذا الشعار ليتماشى مع التطور العصري للحياة العامة، ولأسباب دعائية.
في الماضي، الجزء المحدب للشعار كان باللون الأزرق (و هو شعار آخر لتورينو)، وكذلك كان الشعار مقعر. وكان التاج الجداري أيضا كان في القسم الأسفل من الشعار، وكان قياسه أكبر بكثير من الوقت الحاضر. النجمتان الذهبيتان كانت موجودة فوق الجهة المحدبة من الشعار. في الثمانينات، شعار النادي كان يتضمن صورة ظلية لحمار وحشي، جانبي رأس حصان، النجمتان الذهبيتان، وفي الأعلى اسم النادي بشكل مقوس.خلال التاريخ، سمي النادي بعدة ألقاب، السيدة العجوز، وللمفارقة معنى اسم يوفنتوس با اللغة اللاتينية هو «الشباب».كلمة «العجوز» مستمدة من اعمار نجوم اليوفنتوس في الثلاثينات. وكلمة «السيدة» مستمدة من المحبة التي ظهرت للفريق في الثلاثينات أيضا.و يلقب الفريق أيضا صديقة إيطاليا لانه تلقى مشجعين الجنوب وخاصة من مدن نابولي وباليرمو القادمين إلى تورينو ليعملوا في شركة فيات منذ الثلاثينات. هناك أسماء أيضا مثل بيانكونيري أي الأبيض والأسود، حمر الوحش نسبة لألوان الفريق والأحدب، لأن السيدة العجوز ظهرها محدب.

الشعار الذي تم اعتماده منذ 1990 حتى 2004
الشعار الحالي ذو الخلفية البيضاء تم استخدامه منذ 2017 حتى الآن
الشعار الحالي ذو الخلفية السوداء يتم استخدامه بجانب الشعار ذو الخلفية البيضاء منذ 2017 حتى الآن

## الملاعب

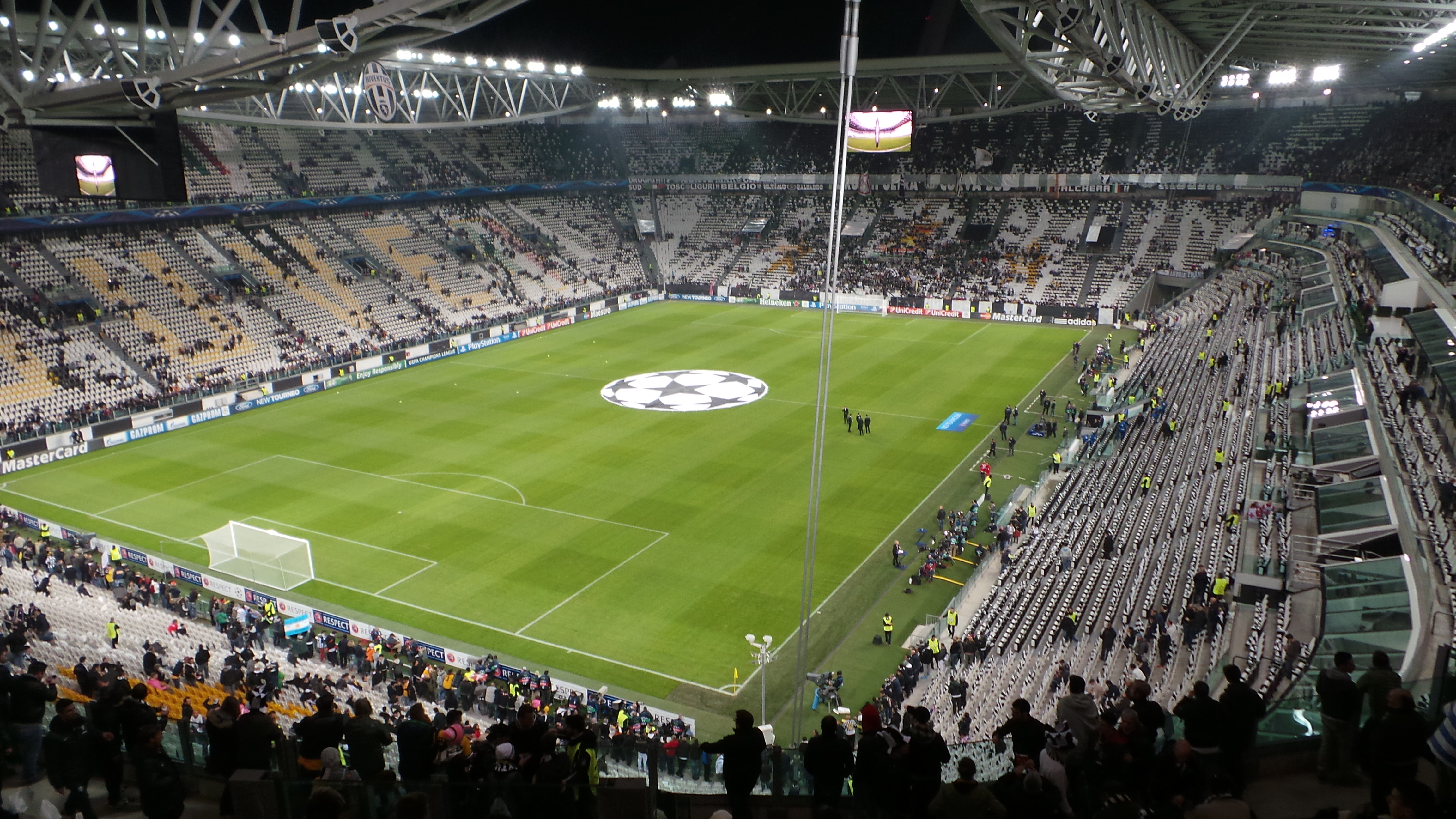
استاد يوفنتوس من الداخل

### استاد يوفنتوس
استاد يوفنتوس (بالإنجليزية: Juventus Stadium) هو ملعب كرة قدم يقع في تورينو، بييمونتي، إيطاليا، يتسع لـ 41,000 متفرج. وهو الملعب الأساسي لنادي يوفينتوس -أحد أندية دوري الدرجة الأولى الإيطالي-. تم بناء الاستاد في نفس موقع الملعب السابق ملعب ديلي ألبي في تورينو، وهو الملعب الوحيد لكرة القدم التي تعود ملكيتة لنفس النادي في دوري الدرجة الأولى الإيطالي. أعلى حضور للجماهير كان في في 24 فبراير 2015 حيث بلغ الحضور 41,182، في لقاء ضمن بطولة دوري أبطال أوروبا، وانتهى اللقاء بفوز يوفنتوس على بوروسيا دورتموند 2-1.
افتتح في بداية موسم 2011-12، ويتسع لـ 41000 متفرج، تبعُد المدرجات عن أرض الملعب مسافة 7.5 متر، وهذا تحسُّن كبير مقارنة بالملعب السابق استاد ديلي ألبي، فالمسافة بين الصف الاخير من المدرج والملعب هي 49 متر. أول مباراة لُعِبت على أرض الملعب كانت ودية ضد نادي نوتس كاونتي في 8 سبتمبر 2011، حيث انتهت المباراة بنتيجة 1-1، سجل ليوفينتوس المهاجم المخضرم لوكا توني، بعد أن فشل فابيو كوالياريلا في تسجيل ركلة جزاء. أما أول مباراة رسمية لُعِبت في 11 سبتمبر 2011 بين يوفنتوس وبارما، سجل ستيفان ليشتستاير الهدف الأول في الدقيقة السابعة عشر. وفي 20 مارس 2012، أكد الويفا أن ملعب يوفنتوس سوف يستضيف نهائي الدوري الأوروبي لعام 2014.

### ملعب ديلي ألبي
ملعب ديلي ألبي (بالعربية: ملعب مسرح جبال الألب) (بالإيطالية: Stadio delle Alpi) كان يقع في مدينة تورينو شمال إيطاليا. أنشأ من أجل استضافة بعض مباريات بطولة كأس العالم لكرة القدم 1990. كان يسع لجلوس 69.041 متفرج بينما تضم منصة الصحفيين 254 مقعد وبالتالي يصبح المجموع 69.295 مقعد، مكلفاً ما يقارب 200 مليون يورو. بدأت أعمال الإنشاء في يونيو 1988.

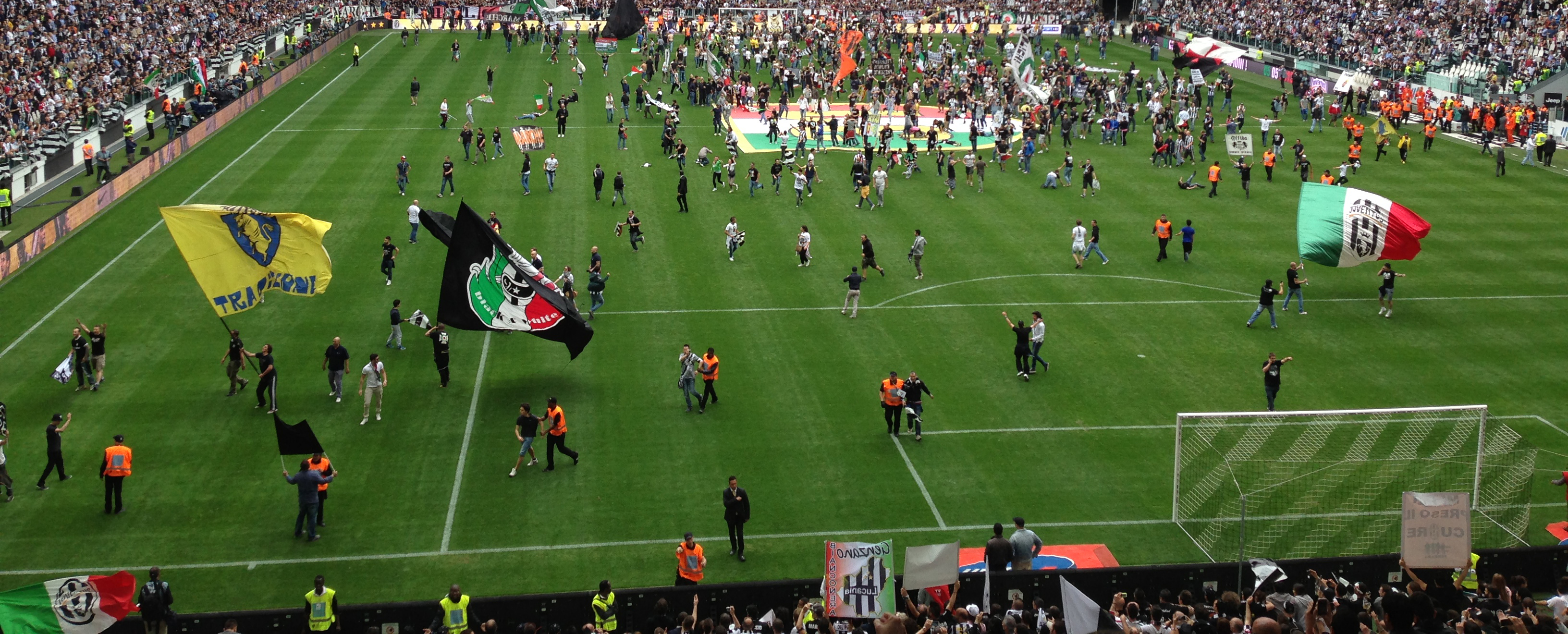
الاحتفالات بتحقيق الكالتشيو باستاد يوفنتوس.

افتتح ملعب ديللي ألبي في 31 مايو 1990 بإقامة مباراة ودية ما بين فريق خليط من نادي تورينو ونادي يوفنتوس (حيث لبسوا لباس خاص باللونين الأصفر والأزرق وهي ألوان بلدية تورينو) ونادي بورتو بطل الدوري البرتغالي آنذاك. قبل بداية المباراة وقف الحاضرون دقيقة صمت على أرواح مشجعي نادي يوفنتوس الذين ماتوا في كارثة ملعب هيسل، كارثة سوبرجا الجوية، وغايتانو شيريا. بينما أقيمت أول مباراة رسمية في 10 يونيو ضمن مباريات بطولة كأس العالم لكرة القدم 1990 بلقاء جمع البرازيل والسويد، وسجل البرازيلي كاريكا أول هدف رسمي على الملعب الجديد.
عانت المنشأة لاحقا من عدة مشاكل. أهم المشاكل هي تكلفة الصيانة العالية للسقف وأرضية الملعب. المشكلة الثانية كانت تتمثل بالرؤية غير الواضحة من الجانبين بسبب إنشاء مضمار ألعاب القوى الذي تم بتمويل من اللجنة الأولمبية الإيطالية، والتي لم تستفد منه سوى في استضافة الجائزة الكبرى في 1992. إضافة إلى تأثر الملعب بالأحوال الجوية، مما تسبب في ضعف جودة العشب، بسبب الفيضانات الطينية التي تسببها جبال الألب. كل هذه العوامل أثرت على الحضور الجماهيري، ففي موسم 2005–06، كان متوسط الحضور الجماهيري 25,880 متفرج فقط.
لهذا فكرت إدارة اليوفنتوس في حل لتلك المشاكل، ففي 2003 حصل نادي يوفنتوس على حق الانتفاع من الجهة اليمنى للملعب من بلدية مدينة تورينو لمدة 99 سنة. وفي 2008 قدم نادي يوفنتوس مشروع هدم استاد ديلي ألبي الذي أكتمل في مارس من العام التالي وبناء مرافق جديدة مكانه وبالتالي افتتاح ملعب استاد يوفنتوس في 2011.

### الملاعب السابقة
بعد أول موسمين (1897 و 1898)، الذي لعبهما يوفنتوس في حديقة فالانتينو وحديقة تشيتاديللا، لعب في ملعب بياتزا دي أرمي حتى عام 1908، ماعدا عام 1905، الذي حقق فيه أول بطولة لالدوري الإيطالي وعام 1906 الذين لعبهما في ملعب فيلودرومو أومبيرتو الأول.منذ عام 1909 وحتى عام 1922، لعب يوفنتوس المباريات في ملعب كورسو ساباستوبولي، قبل أن ينتقل في العام التالي إلى ملعب كورسو مارسيليا حتى عام 1933، ويفوز بأربعة ألقاب دوري. في نهاية عام 1933 بدأ بالعب على ملعب جديد هو ملعب موسوليني الذي تم بنائه من أستضافة بطولة كأس العالم لكرة القدم 1934. بعد الحرب العلمية الثانية، تم إعادة تسمية الملعب باسم ملعب كومونالي فيتوريو بوتسو. لعب اليوفنتوس على هذا الملعب لمدة 57 عام، بمجموع 890 مباراة في الدوري. أعاد الفريق استخدام الملعب للتدريبات منذ يوليو 2003.
منذ عام 1990 وحتى موسم 2005-2006، لعب يوفنتوس مبارياته على استاد ديلي ألبي، الذي بني لأستضافة بطولة كأس العالم لكرة القدم 1990، وفي أوقات نادرة جدا، لعب يوفنتوس مبارياته على ملاعب مثل ملعب رينزو باربيرا في باليرمو وملعب سان سيرو في ميلانو. في أغسطس 2006، عاد اليوفنتوس إلى ملعب كومونالي، أو مايعرف الآن بالملعب الأولمبي، بعد أن تم تجديده من أجل الألعاب الأولمبية الشتوية 2006 في تورينو. في نوفمبر 2008 أعلن يوفنتوس أنه سيبدأ ببناء ملعب جديد للفريق بكلفة حوالي 100 مليون يورو في موقع ملعب ديلي ألبي القديم. وسيتم إلغاء مضمار الجري حول الملعب، وسيكون الملعب بعيد عن المقاعد بحوالي ثمانية أمتار ونصف فقط. سيتسع الملعب لـ 41,000 متفرج. بدأ العمل باملعب في ربيع عام 2009 وتم تحديد موعد الافتتاح في بداية موسم 2011-2012.

## المشجعون

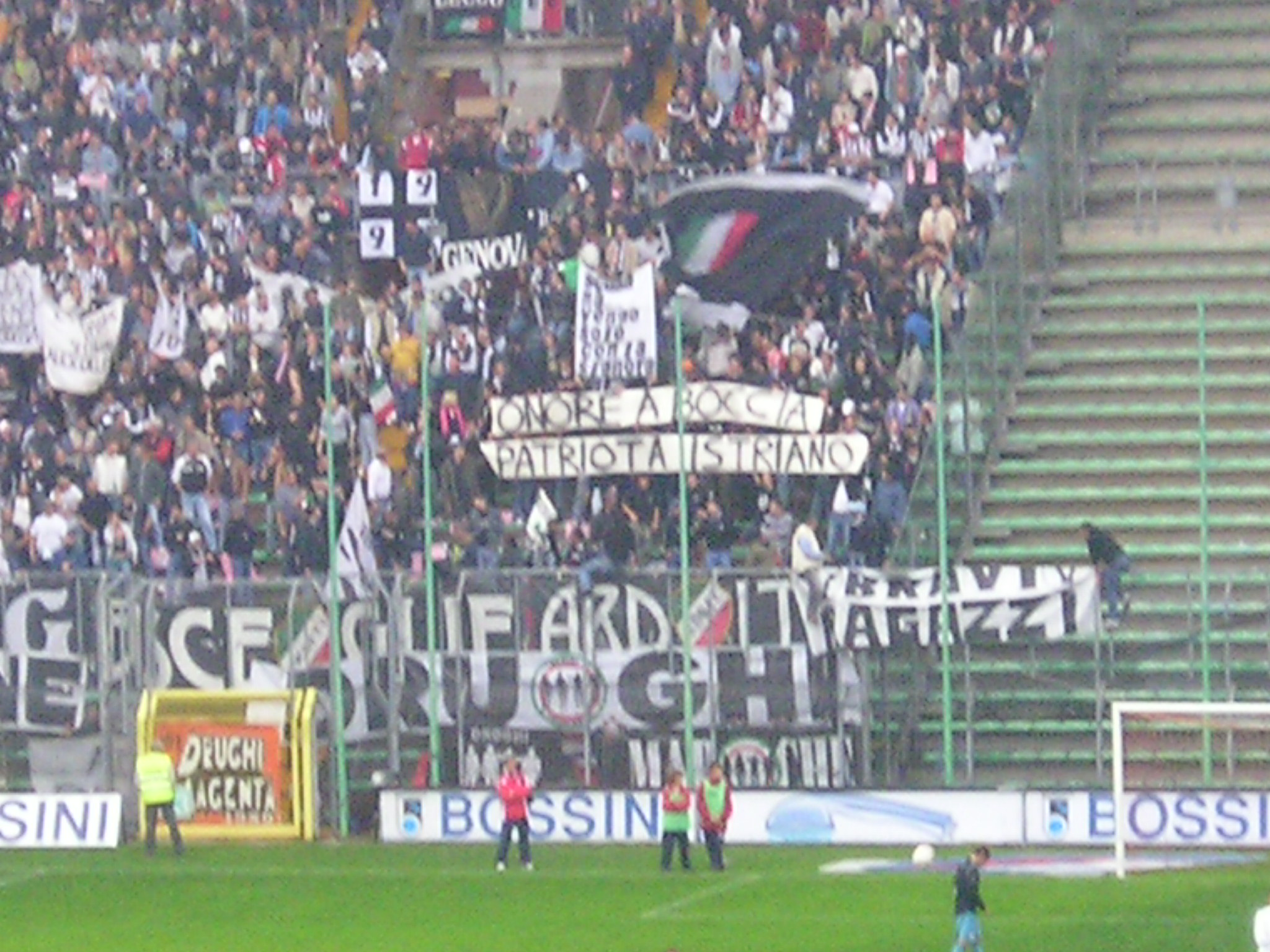
مشجعو يوفنتوس في مباراة

يعد يوفنتوس أكثر نادي يمتلك مشجعين في إيطاليا، يشجعه أكثر من 12 مليون مشجع (32,5% من مشجعي كرة القدم الإيطاليين)، وفقا لبحث أجرته صحيفة إيطالية، وهو واحد من أكثر الأندية مشجعين في العالم، بحوالي 180 مليون مشجع (43 مليون مشجع في أوروبا)، أغلبهم في دول حوض البحر الأبيض المتوسط، والمهاجرين الإيطاليين. يوجد ليوفنتوس العديد من روابط المشجعين في العالم. أغلب مقتني تذاكر مباريات يوفنتوس على أرضه هم من خارج تورينو، وتعتبر أقوى روابط مشجعي يوفنتوس في مناطق مختلفة من إيطاليا. وترتكز شعبية الفريق في جنوب إيطاليا، صقلية ومالطا، يتبعون الفريق في أكثر مبارياته خارج أرضه، أكثر من تورينو نفسها.

### كارثة ملعب هيسل

جانب من عمليات إنقاذ الجماهير

كارثة ملعب هيسل (بالإنجليزية: Heysel Stadium disaster) هي حادثة وقعت في 29 مايو 1985، عندما إنهار جدار تحت ضغط الجمهور الهاربين في ملعب هيسل في بروكسل، كنتيجة لأعمال شغب قبل بداية مباراة نهائي كأس الأندية الأوروبية البطلة 1985 بين نادي ليفربول الإنجليزي ونادي يوفنتوس الإيطالي. 39 شخصاً لقوا حتفهم، 32 من مشجعي يوفينتوس، وأصيب 600 شخصاً. ألقى اليويفا اللوم بشأن الحادثة على جمهور ليفربول الذين دفعوا جمهور نادي يوفنتوس، مما تسبب في انهيار الجدار،
حوالي ساعة واحدة قبل الوقت المحدد لانطلاق نهائي ليفربول-يوفينتوس، قامت مجموعة كبيرة من مشجعي ليفربول بكسر السياج الفاصل بينهم وبين جماهير منافسهم يوفنتوس. ركضت جماهير يوفنتوس إلى الجدار الصلب، بينما كانت هناك جماهير جالسة بالفعل وحصل التدافع؛ في النهاية إنهار الجدار. وكثير من الناس صعدوا للأعلى من أجل سلامتهم، بينما آخرون ماتوا أو أصيبوا بإصابات بليغة. المباراة لعبت على الرغم من الكارثة من أجل منع مزيد من العنف.
المأساة أدت إلى حظر جميع الأندية الأنجليزية من اللعب في المسابقات الأوربية من قبل الويفا (رفع الحظر في 1990–91)، وأستبعد ليفربول سنة إضافية، مما منعه من المشاركة في كأس أوروبا 1990–91 بالرغم من أنه كان بطل الدوري في 1990. وحوكم عدد من جماهير ليفربول حوكموا بتهمة القتل غير المتعمد. حيث تم اعتقال سبعة وعشرين مشجع للاشتباه في القتل الغير متعمد وتم تسليمهم إلى بلجيكا في عام 1987 للمحاكمة. في 1989، بعد محاكمة دامت خمس شهور في بلجيكا، حصل 14 من مشجعي ليفربول على حكم ثلاث سنوات بتهمة القتل العير متعمد، نصف الأحكام تم تعليقها. الكارثة وصفت لاحقاً بـ«الساعة الأحلك في تاريخ منافسات الويفا».

## اللاعبون

### التشكيلة الحالية
آخر تحديث 23 يناير 2025.
ملاحظة: تشير الأعلام إلى المنتخب بحسب قواعد الأهلية المعتمدة من قبل الفيفا؛ تنطبق بعض الاستثناءات المحدودة. وقد يحمل اللاعبون أكثر من جنسية لا تعترف بها الفيفا.
| الرقم | البلد            | المركز | اللاعب                              |
| ----- | ---------------- | ------ | ----------------------------------- |
| 1     | إيطاليا          | حارس   | ماتيا بيرين                         |
| 3     | البرازيل         | مدافع  | بريمر                               |
| 4     | إيطاليا          | مدافع  | فيديريكو غاتي                       |
| 5     | إيطاليا          | وسط    | مانويل لوكاتيلي                     |
| 6     | البرازيل         | مدافع  | دانيلو                              |
| 7     | البرتغال         | مهاجم  | فرانشيسكو كونسيساو (معارًا من بورتو) |
| 8     | هولندا           | وسط    | تيون كووبميينيرز                    |
| 9     | صربيا            | مهاجم  | دوشان فلاهوفيتش                     |
| 10    | تركيا            | مهاجم  | كنان يلدز                           |
| 11    | الأرجنتين        | مهاجم  | نيكو غونزاليس (معارًا من فيورنتينا)  |
| 14    | بولندا           | مهاجم  | أركاديوش ميليك                      |
| 15    | فرنسا            | مدافع  | بيير كالولو (معارًا من إيه سي ميلان) |
| 16    | الولايات المتحدة | وسط    | وستون مكيني                         |

| الرقم | البلد            | المركز | اللاعب                                        |
| ----- | ---------------- | ------ | --------------------------------------------- |
| 17    | الجبل الأسود     | وسط    | فاسيلي أدزيتش                                 |
| 18    | البرازيل         | وسط    | آرثر ميلو                                     |
| 19    | فرنسا            | وسط    | كيفرين تورام                                  |
| 20    | فرنسا            | مهاجم  | راندال كولو مواني (معارًا من باريس سان جيرمان) |
| 21    | إيطاليا          | وسط    | نيكولو فاجيولي                                |
| 22    | الولايات المتحدة | مهاجم  | تيموثي ويا                                    |
| 23    | إيطاليا          | حارس   | كارلو بنسوليو                                 |
| 26    | البرازيل         | وسط    | دوجلاس لويز سواريس                            |
| 27    | إيطاليا          | مدافع  | أندريا كامبياسو                               |
| 29    | إيطاليا          | حارس   | ميكيلي دي غريغوريو (معارًا من مونزا)           |
| 32    | كولومبيا         | مدافع  | خوان كابال                                    |
| 37    | إيطاليا          | مدافع  | نيكولو سافونا                                 |
| 40    | السويد           | مدافع  | يوناس روحي                                    |
| 51    | بلجيكا           | مهاجم  | صامويل مبانغولا                               |

### لاعبون تحت 23 سنة
ملاحظة: تشير الأعلام إلى المنتخب بحسب قواعد الأهلية المعتمدة من قبل الفيفا؛ تنطبق بعض الاستثناءات المحدودة. وقد يحمل اللاعبون أكثر من جنسية لا تعترف بها الفيفا.
| الرقم | البلد     | المركز | اللاعب         |
| ----- | --------- | ------ | -------------- |
| 30    | الأرجنتين | وسط    | ماتياس سوليه   |
| 33    | فرنسا     | مهاجم  | مارلي اكي      |
| 34    | إيطاليا   | مهاجم  | نيكولو كودريج  |
| 40    | إيطاليا   | مهاجم  | ماركو دا جراكا |

| الرقم | البلد   | المركز | اللاعب           |
| ----- | ------- | ------ | ---------------- |
| 41    | إيطاليا | مهاجم  | جيوفاني جاروفاني |
| 42    | إيطاليا | مدافع  | توماسو باربييري  |
| 43    | إيطاليا | وسط    | ماتيا كومبانيون  |
| 44    | إيطاليا | وسط    | نيكولو فاجيولي   |

### لاعبون ذو عقد جاري
ملاحظة: تشير الأعلام إلى المنتخب بحسب قواعد الأهلية المعتمدة من قبل الفيفا؛ تنطبق بعض الاستثناءات المحدودة. وقد يحمل اللاعبون أكثر من جنسية لا تعترف بها الفيفا.
| الرقم | البلد   | المركز | اللاعب      |
| ----- | ------- | ------ | ----------- |
| —     | إيطاليا | مدافع  | لوكا كوكولو |
| —     | إيطاليا | مدافع  | إراسمو مولي |

| الرقم | البلد  | المركز | اللاعب      |
| ----- | ------ | ------ | ----------- |
| —     | تونس   | وسط    | حمزة رفيعة  |
| —     | بلجيكا | وسط    | داودا بيترز |

### المُعارون
- تنتهي إعارة جميع اللاعبين في 30 يونيو 2023.[60]

ملاحظة: تشير الأعلام إلى المنتخب بحسب قواعد الأهلية المعتمدة من قبل الفيفا؛ تنطبق بعض الاستثناءات المحدودة. وقد يحمل اللاعبون أكثر من جنسية لا تعترف بها الفيفا.
| الرقم | البلد   | المركز | اللاعب                                  |
| ----- | ------- | ------ | --------------------------------------- |
|       | إيطاليا | حارس   | ماتيا ديل فافيرو (إلى نادي برو باتاريا) |
|       | إيطاليا | حارس   | ستيفانو غوري (إلى نادي بيروجيا)         |
|       | إيطاليا | مدافع  | أندريا كامبياسو (إلى نادي بولونيا)      |
|       | إيطاليا | مدافع  | دافيدي دي مارينو (إلى نادي بيسكارا)     |
|       | بلجيكا  | مهاجم  | كوني دي فينتر (إلى نادي إمبولي)         |
|       | رومانيا | مدافع  | رادو دراجوشين (إلى نادي جنوى)           |
|       | إيطاليا | مدافع  | جيانلوكا فرابوتا (إلى نادي ليتشي)       |
|       | سويسرا  | مدافع  | ألبان حيدري (إلى نادي لوغانو)           |
|       | إيطاليا | مدافع  | فيديريكو سافيو (إلى نادي سامبدوريا)     |
|       | إيطاليا | وسط    | أليساندرو دي باردو (إلى نادي كالياري)   |
|       | هولندا  | وسط    | محمد إحتاراين (إلى أياكس أمستردام)      |
|       | السويد  | وسط    | ديان كولوسيفسكي (إلى توتنهام هوتسبير)   |
|       | إيطاليا | وسط    | هانز نيكولوسي (إلى نادي سودتيرول)       |

| الرقم | البلد            | المركز | اللاعب                                |
| ----- | ---------------- | ------ | ------------------------------------- |
|       | إيطاليا          | وسط    | كليمنتي بيروتي (إلى نادي برو باتاريا) |
|       | إيطاليا          | وسط    | فيليبو رانوكيا (إلى نادي مونزا)       |
|       | بنين             | مهاجم  | انجيل شيبوزو (إلى نادي أميان)         |
|       | سويسرا           | مهاجم  | كريستوفر لونجوي (إلى نادي أسكولي)     |
|       | فنزويلا          | مهاجم  | أليخاندرو ماركيس (إلى إشتوريل برايا)  |
|       | إيطاليا          | مهاجم  | ماركو أوليفييري (إلى نادي بيروجيا)    |
|       | إيطاليا          | مهاجم  | لوكا زانيماكيا (إلى نادي كريمونيسي)   |
|       | البرازيل         | وسط    | أرثر ميلو (إلى نادي ليفربول)          |
|       | إيطاليا          | وسط    | لوكا بيليجريني (إلى نادي لاتسيو)      |
|       | سويسرا           | وسط    | دينيس زكريا (إلى نادي تشيلسي)         |
|       | كرواتيا          | مهاجم  | ماركو بياتسا (إلى نادي إمبولي)        |
|       | الولايات المتحدة | وسط    | وستون مكيني (إلى ليدز يونايتد)        |

## رؤساء ومؤسسي اليوفنتوس

### الرؤساء
ترأس يوفنتوس العديد من الرؤساء على مدى تاريخه، بعضا منهم كانوا مالكين للنادي، وبعضهم كانوا رؤساء فخريين، هنا قائمة بأسماء جميع رؤساء اليوفنتوس:
| - 1897–1898: أوجينيو كانفاري - 1898–1901: إنريكو كانفاري - 1901–1902: كارلو فيفالي - 1903–1904: جياكومو بارفوباسو - 1905–1906: ألفريد ديك - 1907–1910: كارلو فيتوريو فاريتي - 1911–1912: أتيليو أوبيرتالي - 1913–1915: جوسيبي هيس - 1915–1918: جواكينو أرمانو، فيرناندو نيزا، ساندرو زامبيلي | - 1919–1920: كورادو كوراديني - 1920–1923: جينو أوليفيتي - 1923–1935: إدواردو أنييلي - 1935–1936: جيوفاني ماتزونيس - 1936–1941: إميليو ديلا فوريست دي ديفوني - 1941–1947: بييترو دوسيو - 1947–1954: جيوفاني أنييلي (رئيس فعلي) - 1954–2003: جيوفاني أنييلي (رئيس فخري) | - 1954–1955: إنريكو كرافيري، نينو كرافيتو، مارسيلو جيوستينياني - 1955–1962: أومبيرتو أنييلي - 1962–1971: فيتوري كاتيللا - 1971–1990: جيامبييرو بونيبيرتي (رئيس فخري) - 1990–2003: فيتوريو دي كيوزانو - 2003–2006: فرانزو غراندي ستيفنس (رئيس فخري) - 2006–2009: جيوفاني كوبولي جيلي - 2009–2010: جان كلود بلان - 2010–2023: أندريا أنييلي - 2023–حتى الآن: جيانلوكا فيريرو |

### المؤسسين
| - الفريدو ارمانو (بالإيطالية: Armano Alfredo) - جياكينو ارمانو (بالإيطالية: Armano Gioacchino) - انريكو كنفاري (بالإيطالية: Canfari Enrico) - كنفاري يوجينيو (بالإيطالية: Canfari Eugenio) - فرانتشيسكو دابرا (بالإيطالية: Daprà Francesco) - كارلو فافالي (بالإيطالية: Favale Carlo) - كارلو فيريرو (بالإيطالية: Ferrero Carlo) | - فورلانو لويجي (بالإيطالية: Forlano Luigi) - لويجي جيبيدزي (بالإيطالية: Gibezzi Luigi) - أومبرتو مالفانو (بالإيطالية: Malvano Umberto) - بييرو انريكو موليناتي (بالإيطالية: Molinatti Enrico Piero) - أومبرتو سافويا (بالإيطالية: Savoia Umberto) - فيتوريو فاريتي (بالإيطالية: Varetti Vittorio) |

## مدربو اليوفنتوس عبر التاريخ

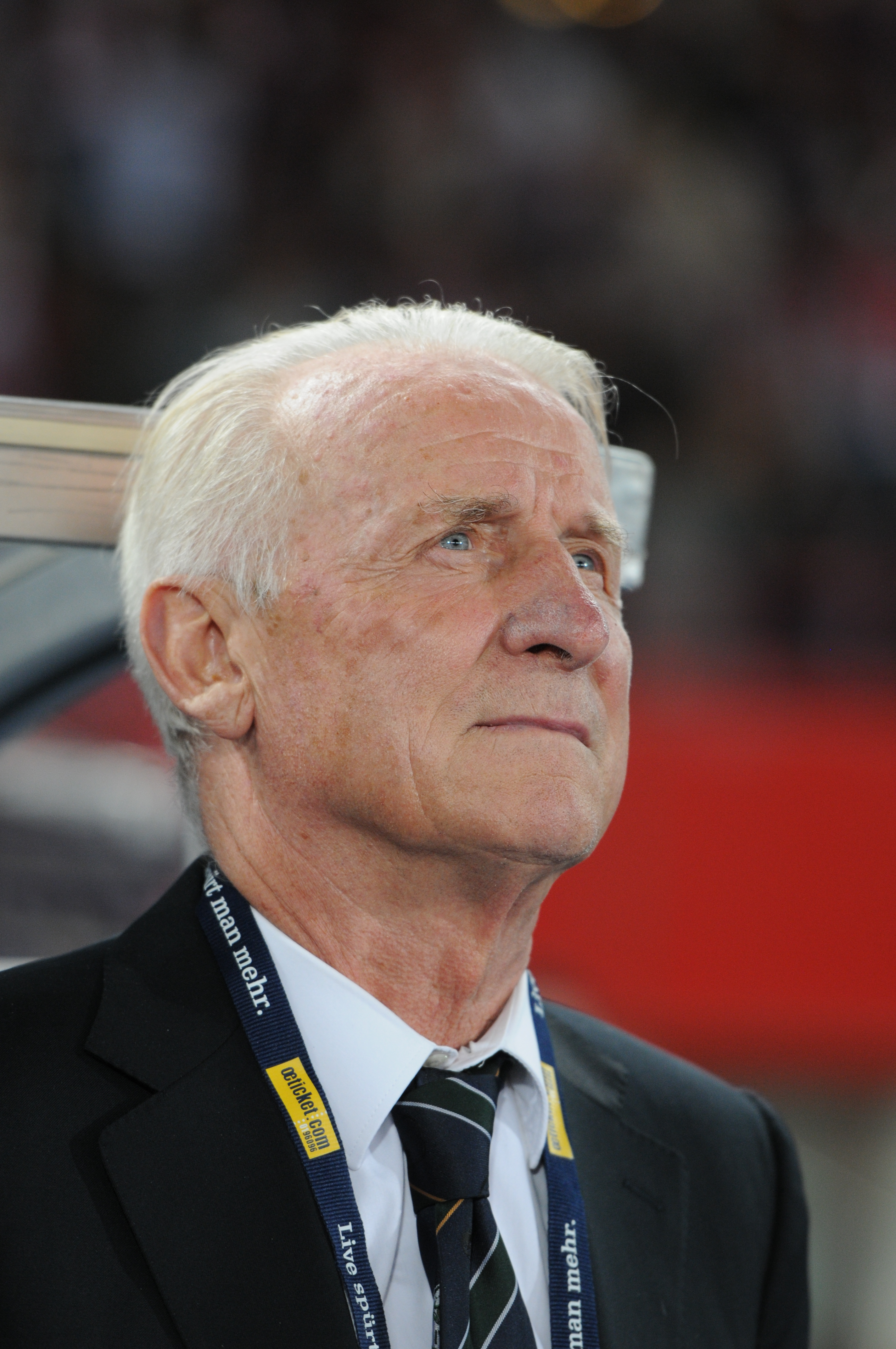
جيوفاني تراباتوني، أكثر المدربين تحقيقاً للبطولات مع اليوفي، برصيده 14 لقباً.

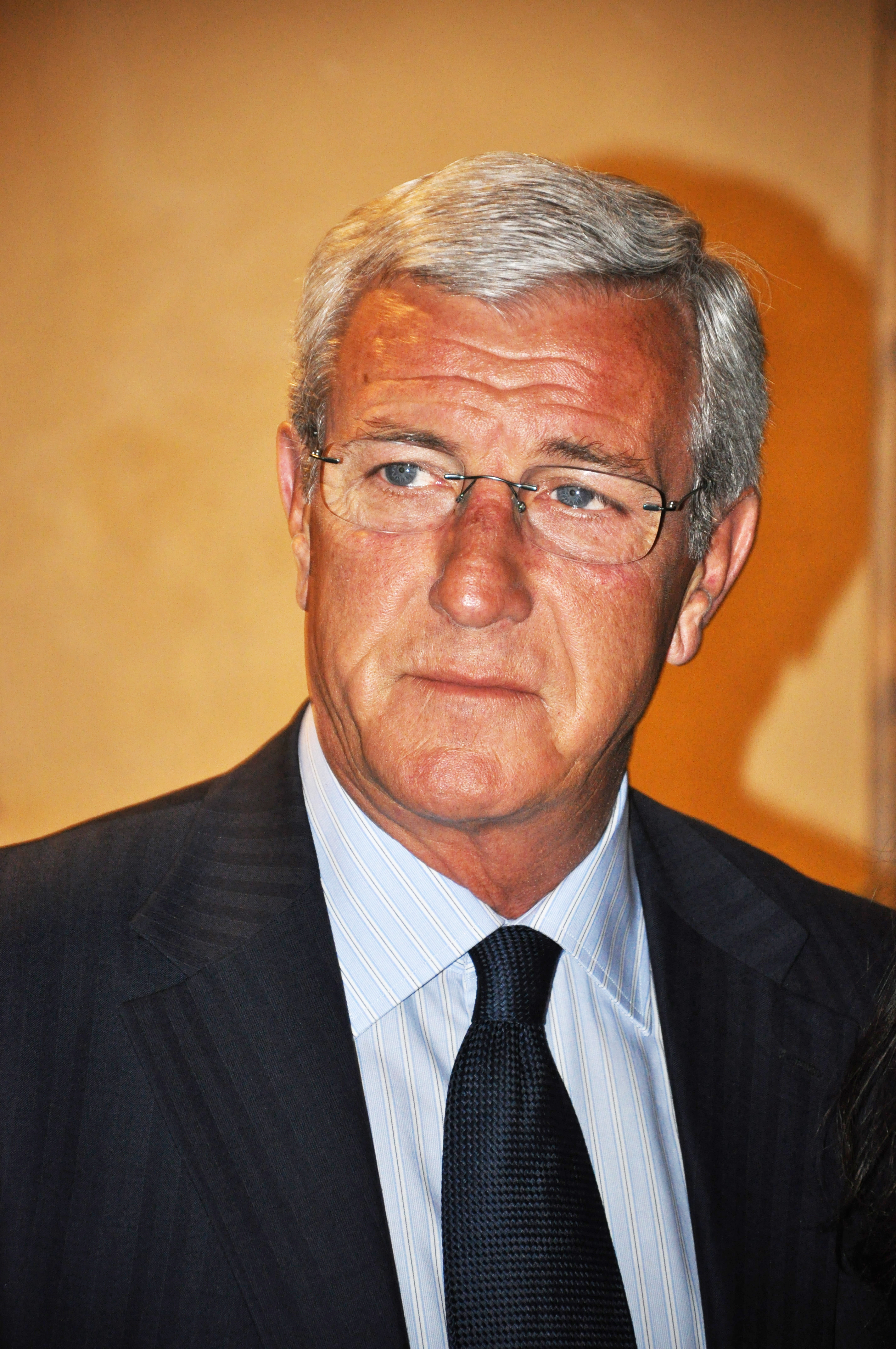
ثاني أكثر المدربين تحقيقاً للبطولات مع اليوفي هو مارتشيلو ليبي صاحب 13 لقباً

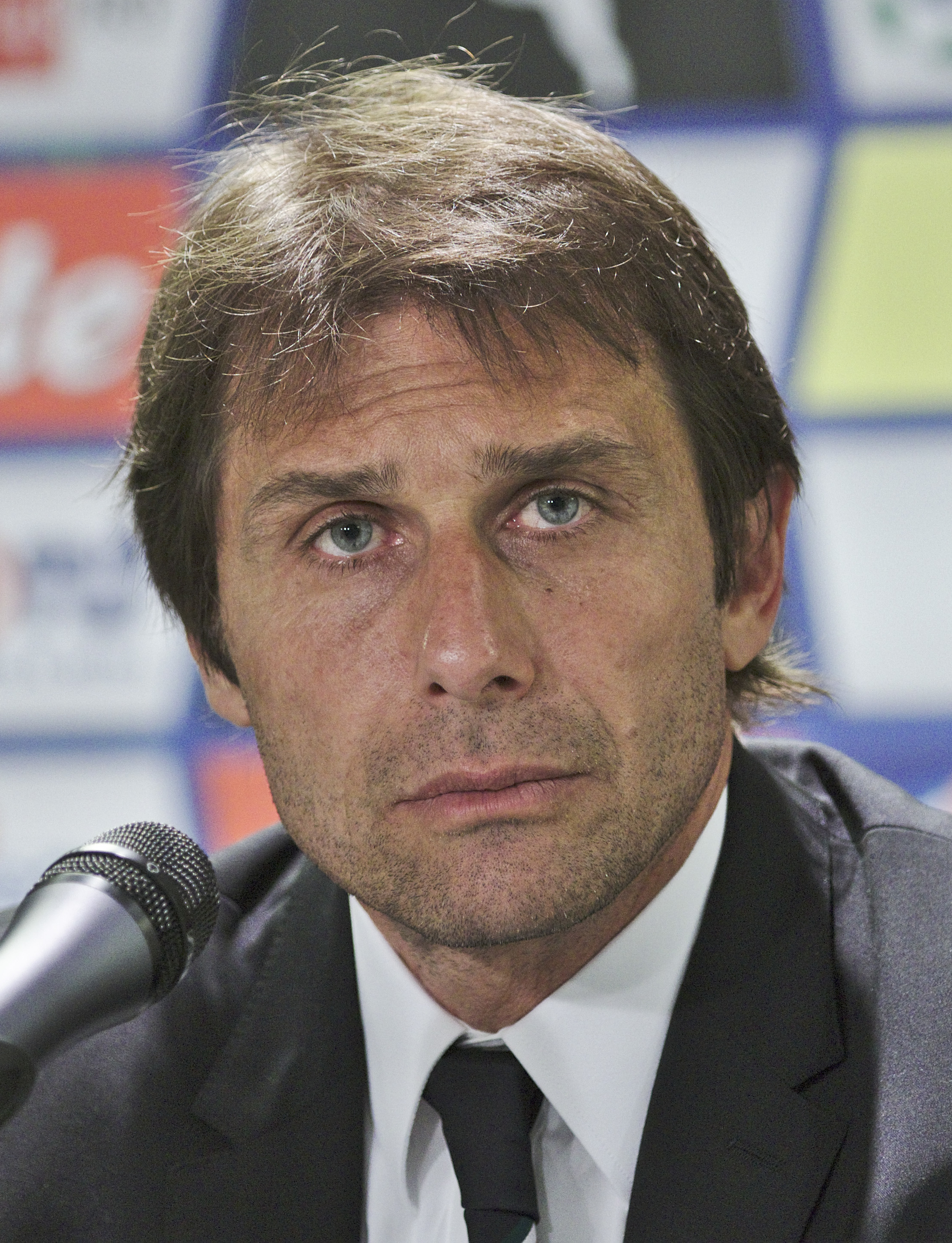
أنتونيو كونتي, فاز بلقب الدوري لثلاث مرات متتابعة 2012 و 2013 و 2014

فيما يلي قائمة مدربي يوفنتوس منذ عام 1923 عندما امتلكت عائلة أنييلي الفريق وأصبح أغنى وأكثر تنظيما، وحتى اليوم.
| الاسم                       | الجنسية                                 | فترة التدريب |
| --------------------------- | --------------------------------------- | ------------ |
| جينو كارولي                 | المجر                                   | 1923–1926    |
| جوزيف فيولا                 | المجر                                   | 1926(*)      |
| جوزيف فيولا                 | المجر                                   | 1926–1928    |
| جورج ايتكن                  | إسكتلندا                                | 1928–1930    |
| كارلو كارسانو               | إيطاليا                                 | 1930–1935    |
| كارلو بيغاتو بينيديتو غولا  | إيطاليا · إيطاليا                       | 1935(*)      |
| فيرجينيو روسيتا             | إيطاليا                                 | 1935–1939    |
| أومبيرتو كاليغاريس          | إيطاليا                                 | 1939–1941    |
| فيديريكو مونيراتي           | إيطاليا                                 | 1941(*)      |
| جيوفاني فيراري              | إيطاليا                                 | 1941-1942    |
| لويس مونتي                  | /                                       | 1942(*)      |
| فيليس بورل                  | إيطاليا                                 | 1942–1946    |
| ريناتو تشيزاريني            | إيطاليا                                 | 1946–1948    |
| ويليام تشالمرز              | إسكتلندا                                | 1948–1949    |
| جيسي كارفر                  | إنجلترا                                 | 1949–1951    |
| لويجي بيرتوليني             | إيطاليا                                 | 1951(*)      |
| جورجي ساروزي                | المجر                                   | 1951–1953    |
| الدو اوليفيري               | إيطاليا                                 | 1953–1955    |
| ساندرو بوبو                 | إيطاليا                                 | 1955–1957    |
| ليوبيسا بورسيتش             | جمهورية يوغوسلافيا الاشتراكية الاتحادية | 1957–1959    |
| تيوبالدو ديبرتيني           | إيطاليا                                 | 1959(*)      |
| ريناتو تشيزاريني            | إيطاليا                                 | 1959–1961    |
| كارلو بارولا                | إيطاليا                                 | 1961(*)      |
| غونار غرين جوليوس كوروستليف | السويد · تشيكوسلوفاكيا                  | 1961(*)      |
| كارلو بارولا                | إيطاليا                                 | 1961–1962    |

| الاسم              | الجنسية        | فترة التدريب |
| ------------------ | -------------- | ------------ |
| باولو ليما امارال  | البرازيل       | 1962–1964    |
| ايرالدو مونزيليو   | إيطاليا        | 1964(*)      |
| هيريبيرتو هيريرا   | باراغواي       | 1964–1969    |
| لويس كارنيلجيا     | الأرجنتين      | 1969–1970    |
| أركولي رابيتي      | إيطاليا        | 1970(*)      |
| أرماندو بيتشي      | إيطاليا        | 1970–1971    |
| سيستمير فيكباليك   | جمهورية التشيك | 1971–1974    |
| كارلو بارولا       | إيطاليا        | 1974–1976    |
| جوفاني تراباتوني   | إيطاليا        | 1976–1986    |
| رينو ماركيسي       | إيطاليا        | 1986–1988    |
| دينو زوف           | إيطاليا        | 1988–1990    |
| لويجي مايفريدي     | إيطاليا        | 1990–1991    |
| جوفاني تراباتوني   | إيطاليا        | 1991–1994    |
| مارتشيلو ليبي      | إيطاليا        | 1994–1999    |
| كارلو أنشيلوتي     | إيطاليا        | 1999–2001    |
| مارتشيلو ليبي      | إيطاليا        | 2001–2004    |
| فابيو كابيلو       | إيطاليا        | 2004–2006    |
| ديدييه ديشامب      | فرنسا          | 2006–2007    |
| جيانكارلو كوراديني | إيطاليا        | 2007(*)      |
| كلاوديو رانييري    | إيطاليا        | 2007–2009    |
| تشيرو فيرارا       | إيطاليا        | 2009(*)      |
| ألبيرتو زاكيروني   | إيطاليا        | 2009         |
| لويجي ديلنيري      | إيطاليا        | 2010–2011    |
| أنتونيو كونتي      | إيطاليا        | 2011–2014    |
| ماسيميليانو أليغري | إيطاليا        | 2014–2019    |
| ماوريسيو ساري      | إيطاليا        | 2019–2020    |
| أندريا بيرلو       | إيطاليا        | 2020–2021    |
| ماسيميليانو أليغري | إيطاليا        | 2021–2024    |
| باولو مونتيرو      | الأوروغواي     | 2024         |
| تياغو موتا         | إيطاليا        | 2024–2025    |
| إيغور تودور        | كرواتيا        | 2025–        |

## الألقاب الرسمية
تاريخيا يعتبر نادي يوفنتوس أنجح الأندية الإيطالية والأكثر فوزا بالبطولات، محققًا 61 لقباًَ داخل إيطاليا، وهو واحد من أنجح وأشهر الأندية في العالم، وحقق 11 لقب في أوروبا والعالم، وهو ثالث فريق تحقيقا للألقاب في أوروبا والسادس في العالم. فاز يوفنتوس ببطولة الدوري الإيطالي، 36 مرة كرقم قياسي، ويملك رقم قياسي لتحقيقه للدوري خمسة مرات متتالية في فترتين (1930–1931–1932–1933–1934) وأيضا تسعة مرات (2012-2013-2014-2015-2016–2017–2018–2019–2020). وفاز ببطولة كأس إيطاليا 15 مرة، كرقم قياسي. وفاز كذلك ببطولة كأس السوبر الإيطالي 9 مرات، كرقم قياسي. وحصل يوفنتوس على ثلاث نجمات ذهبية يخيطها على القميص، وترمز لانتصارات الفريق كل نجمة تمنح بعد تحقيق عشرة ألقاب دوري وضع الأولى في موسم 1957–58 والثانية في موسم 1981–82. وحقق أيضا ثنائية الدوري والكأس في موسمي 1959–60 وموسم 1994–95 وانفرد برقم قياسي جديد يوفنتوس بطلاً للدوري وكأس إيطاليا لموسمين على التوالي ويكون أول نادي في إيطاليا يجمع البطولتين في موسمين متتالين وذلك في موسمي 2014–15، 2015–16. يعد يوفنتوس النادي الوحيد في العالم الذي حقق جميع البطولات والمسابقات العالمية. وحقق كأس الاتحاد الأوروبي ثلاث مرات كرقم قياسي.
احتل يوفنتوس المركز السابع - كأول فريق إيطالي- في جائزة نادي القرن العشرين التي أعلنت في 23 ديسمبر 2000. كما اختير اليوفنتوس مرتين كأفضل النادي في العالم في عامي (1993 و1996)، واحتل المركز الثالث -كأفضل نادي إيطالي- لأفضل أندية العالم حسب الاتحاد الدولي لتاريخ وإحصاءات كرة القدم منذ موسم 1990–91، فاز يوفنتوس بخمسة عشر بطولة رسمية: خمسة ألقاب الدوري، كأس إيطالي واحد، أربع كؤوس سوبر إيطالي، كأس الإنتركونتيننتال، كأس دوري أبطال أوروبا، كأس الاتحاد الأوروبي، كأس الإنترتوتو وكأس السوبر الأوروبي 
| البطولة                              | العدد  | الأعوام |        |        |        |
| الدوري                               | الدوري | الدوري | الدوري | الدوري | الدوري |
| ------------------------------------ | ------ | --- | ------ | ------ | ------ |
| الدوري الإيطالي البطل                | 36     | 1905, 1925-26, 1930-31, 1931-32, 1932-33, 1933-34, 1934-35, 1949-50, 1951-52, 1957-58, 1959-60, 1960-61, 1966-67, 1971-72, 1972-73, 1974-75, 1976-77, 1977-78, 1980-81, 1981-82, 1983-84, 1985-86, 1994–95، 1996–97، 1997–98، 2001–02، 2002–03، 2011–12، 2012–13، 2013–14، 2014–15، 2015–16، 2016–17، 2017–18، 2018–19، 2019–20 |        |        |        |
| الدوري الإيطالي الوصيف               | 21     | 1903, 1904, 1906, 1937-38, 1945-46, 1946-47, 1947-48, 1952-53, 1953-54, 1962-63, 1973-74, 1975-76, 1979-80, 1982-83, 1986-87, 1991-92، 1993-94، 1995-96، 1999-00، 2000-01، 2008-2009 |        |        |        |
| الدوري الإيطالي الدرجة الثانية البطل | 1      | 2006-07 |        |        |        |
| الكؤوس المحلية                       |        | |        |        |        |
| كأس إيطاليا البطل                    | 15     | 1937–38، 1941–42، 1958–59، 1959–60، 1964–65، 1978–79، 1982–83، 1989–90، 1994–95، 2014–15، 2015–16، 2016–17، 2017–18، 2020–21، 2023–24 |        |        |        |
| كأس إيطاليا الوصيف                   | 6      | 1972–73، 1991–92، 2001–02، 2003–04، 2011–12، 2019–20 |        |        |        |
| كأس السوبر الإيطالي البطل            | 9      | 1995، 1997، 2002، 2003 2012، 2013، 2015، 2018، 2020 |        |        |        |
| كأس السوبر الإيطالي الوصيف           | 8      | 1990, 1998, 2005, 2014، 2016 , 2017, 2019 ,2021 |        |        |        |
| البطولات الأوروبية                   |        | |        |        |        |
| دوري أبطال أوروبا البطل              | 2      | 1984–85، 1995–96 |        |        |        |
| دوري أبطال أوروبا الوصيف             | 7      | 1972–73، 1982–83، 1996–97، 1997–98، 2002–03، 2014–15، 2016–17 |        |        |        |
| كأس الاتحاد الأوروبي البطل           | 3      | 1976-77, 1989-90, 1992-93 |        |        |        |
| كأس الاتحاد الأوروبي الوصيف          | 1      | 1994-95 |        |        |        |
| كأس السوبر الأوروبي البطل            | 2      | 1984، 1996 |        |        |        |
| كأس الكؤوس الأوروبية البطل           | 1      | 1983–84 |        |        |        |
| كأس إنترتوتو                         | 1      | 1999 |        |        |        |
| البطولات الدولية                     |        | |        |        |        |
| كأس الإنتركونتيننتال البطل           | 2      | 1985, 1996 |        |        |        |

## الديربيات والمواجهات

### ديربي إيطاليا
ديربي إيطاليا (بالإيطالية: Derby Italia) هي مباراة تجمع بين أشهر ناديين في إيطاليا وهما إنتر ميلان ويوفنتوس. وقد صيغ اسم ديربي إيطاليا من طرف الصحفي الإيطالي الأكثر شهرة وتأثيرا خلال القرن العشرين، جياني بريرا الذي استعملها للمرة الأولى في موسم 1967–68. إذ يعتبر بريرا واحدا من الأشخاص الأكثر شعبية ونفوذا في عالم الساحرة المستديرة بإيطاليا، وهو من أطلق في سنوات الستينات اسم «كاتيناتشو» (مزلاج الباب) على الفلسفة الكروية الإيطالية المبنية على الدفاع.
بدأ الدوري الإيطالي الممتاز سنة 1898، لكنه لم يشهد انطلاقته الحقيقية إلا سنة 1929 عندما تم اعتماد نظام الدرجة الواحدة. لذلك يعتبر اختيار يوفنتوس، الذي تأسس سنة 1897، كأحد طرفي ديربي إيطاليا أمرا طبيعيا ولا غبار عليه، لاسيما بالنظر لفوز السيدة العجوز بالكثير من الألقاب منذ السنوات الأولى. أما فريق إنتر ميلان، الذي تأسس سنة 1908 بعد حدوث انشقاق في صفوف أنصار إيه سي ميلان، فيبقى النادي الوحيد الذي لم يذق مرارة الهبوط إلى الدرجة الثانية حتى الآن. بيد أن السبب الذي دفع بريرا إلى إطلاق تسمية «ديربي إيطاليا» على المواجهات بين اليوفي والإنتر فهو دون شك هيمنتهما المطلقة على لقب الدوري الإيطالي خلال السنوات العشر الأولى لنظام الدرجة الواحدة. لذلك يحيل مصطلح «ديربي إيطاليا» على المواجهات بين كتيبتي البيانكونيري والنيرازوري رغم مطالبة أنصار إيه سي ميلان، الذي تأسس سنة 1899، ورغبتهم في أن يشكل فريقهم الطرف الثاني في قمة إيطاليا الكبرى بالنظر لتاريخه الحافل بالألقاب.
- الجدول يوضح تاريخ المباريات بين الغريمين حتى آخر ديربي جمعها في 16 فبراير 2025. والذي انتهى بــفوز يوفنتوس بنتيجة 1–0 في إياب منافسات الدوري الإيطالي لموسم 2024–25.[79]

|                                  | المواجهات | فاز يوفنتوس | تعادل | فاز الإنتر | أهداف يوفنتوس | أهداف الإنتر |
| دوري المناطق                     | 27        | 8           | 7     | 12         | 36            | 46           |
| الدوري الإيطالي                  | 184       | 88          | 47    | 49         | 264           | 213          |
| مجموع مباريات الدوري             | 211       | 96          | 54    | 61         | 300           | 259          |
| كأس إيطاليا العظمى (1943-1944)   | 2         | 1           | 0     | 1          | 2             | 2            |
| كأس إيطاليا                      | 36        | 15          | 9     | 12         | 53            | 45           |
| كأس السوبر الإيطالي              | 2         | 0           | 0     | 2          | 1             | 3            |
| كأس ميتروبا (1929)               | 1         | 1           | 0     | 0          | 1             | 0            |
| البطولة أرماندو بيتشي (1971)     | 1         | 0           | 0     | 1          | 1             | 3            |
| المجموع المباريات الرسمية        | 253       | 113         | 63    | 77         | 358           | 312          |
| كأس باجاني (1909)                | 1         | 0           | 0     | 1          | 0             | 1            |
| بطولة مويت كاندون الذهبية (1910) | 1         | 1           | 0     | 0          | 2             | 1            |
| بطولة مدينة تورينو (1966)        | 1         | 1           | 0     | 0          | 3             | 1            |
| بطولة مدينة ميلانو (1969)        | 1         | 0           | 0     | 1          | 1             | 3            |
| كأس أندية السوبر (1983)          | 1         | 1           | 0     | 0          | 1             | 0            |
| مجموع المباريات الودية           | 5         | 3           | 0     | 2          | 7             | 6            |
| المجموع الكلي                    | 258       | 116         | 63    | 79         | 365           | 318          |

### منافسة إيه سي ميلان
منافسة إيه سي ميلان ويوفنتوس (بالإيطالية: Rivalità calcistica Juventus-Milan) هو تنافس في لعبة كرة القدم بين نادييي إيه سي ميلان ويوفنتوس، وهما فرقين من أكبر الفرق في تاريخ كرة القدم الإيطالية، حيث يعتبر نادي إيه سي ميلان أكثر الأندية الإيطالية تتويجاً بالألقاب الأوروبية وثاني أكثر من حصل على لقب الدوري الإيطالي. بينما يوفنتوس هو أكثر الأندية الإيطالية تتويجاً بالألقاب المحلية، والفربق الوحيد الذي حقق كل البطولات الأوروبية. بعيداً عن الألقاب، يمثل هذا الصراع كذلك صراع أكثر الأندية جماهيرية في إيطاليا.
- الجدول الآتي يوضح المباريات بين الغريمين منذ بدايتها حتى أخر ديربي جمعها في 18 يناير 2025. والذي انتهى بفوز يوفنتوس بنتيجة 2–0 ضمن إياب منافسة الدوري الإيطالي موسم 2024–25.[80][81]

| البطولات                               | المواجهات | فوز يوفنتوس | تعادل | فوز ميلان | أهداف يوفنتوس | أهداف ميلان |
| -------------------------------------- | --------- | ----------- | ----- | --------- | ------------- | ----------- |
| دوري الفئة الأولى (1898–1926)1         | 18        | 7           | 3     | 8         | 23            | 33          |
| دوري الدرجة الأولى (1921–1926)2        | 6         | 3           | 3     | 0         | 15            | 6           |
| البطولة الوطنية الإيطالية (1926–1929)3 | 8         | 3           | 3     | 2         | 18            | 11          |
| الدوري الإيطالي (منذ 1929)4            | 180       | 69          | 58    | 53        | 246           | 227         |
| مجموع مباريات الدوري                   | 212       | 82          | 67    | 63        | 302           | 277         |
| كأس إيطاليا                            | 27        | 11          | 9     | 7         | 34            | 28          |
| كأس السوبر الإيطالي                    | 4         | 1           | 2     | 1         | 4             | 4           |
| دوري أبطال أوروبا                      | 1         | 0           | 1     | 0         | 0             | 0           |
| مجموع مباريات الرسمية                  | 244       | 94          | 79    | 71        | 340           | 309         |
| المباريات الودية                       | 64        | 21          | 12    | 31        | 101           | 124         |
| المجموع الكلي                          | 308       | 115         | 91    | 102       | 441           | 433         |

### ديربي تورينو
دربي تورينو (بالإيطالية: Derby di Torino) هو الدربي المحلي بين فريقي كرة القدم من مدينة تورينو الإيطالية بين ناديي تورينو ويوفنتوس.
- أخر تحديث في 11 يناير 2025.

| المسابقات                              | إجمالي المباريات التي لعبت | فوز يوفنتوس | التعادل | فوز تورينو | أهداف يوفنتوس | أهداف تورينو |
| -------------------------------------- | -------------------------- | ----------- | ------- | ---------- | ------------- | ------------ |
| دوري الفئة الأولى (1898–1926)1         | 18                         | 2           | 5       | 11         | 26            | 49           |
| البطولة الوطنية الإيطالية (1926–1929)2 | 8                          | 4           | 0       | 4          | 8             | 10           |
| الدوري الإيطالي                        | 160                        | 78          | 47      | 35         | 248           | 159          |
| المجموع (الدوري)                       | 186                        | 84          | 52      | 50         | 282           | 218          |
| كأس الاتحاد                            | 2                          | 2           | 0       | 0          | 6             | 3            |
| بطولة إيطاليا العليا لعام 1944         | 4                          | 1           | 2       | 1          | 6             | 9            |
| المباراة الفاصلة                       | 2                          | 0           | 1       | 1          | 0             | 1            |
| كأس إيطاليا                            | 18                         | 9           | 5       | 4          | 26            | 17           |
| المجموع (رسمي)                         | 212                        | 96          | 60      | 56         | 320           | 248          |
| الودية                                 | 41                         | 16          | 8       | 17         | 75            | 77           |
| المجموع                                | 253                        | 112         | 68      | 73         | 395           | 325          |

## وصلات خارجية
- يوفنتوس على موقع Google Play (الإنجليزية)
- موقع النادي الرسمي